# 三河島站
三河島站（日语：／ Mikawashima eki */?）是一個位於東京都荒川區西日暮里一丁目，屬於東日本旅客鐵道（JR東日本）常磐線的鐵路車站。車站編號是JJ 03。

## 停靠路線
停靠此站的路線只有常磐線，除了本線，還有此站分岔往田端站（田端信號場站）方向的支線（田端貨物線）與往隅田川站方向的支線（隅田川貨物線）。支線往田端信號場站方向有貨物列車與臨時列車使用，隅田川站方向只限貨物列車使用。
本站有常磐線快速電車與中距離電車停靠，千代田線直通的常磐線各站停車不途經此站。因此，如要前往複複線路段只限常磐線各站停車停靠的綾瀨站、龜有站、金町站的乘客必須先在北千住站轉乘常磐線各站停車。直通土浦、水戶方向的中距離電車曾經只在日間停靠，2004年3月13日時刻表改正以後，除通勤快速、特別快速以外的中距離電車全日停靠。
依據特定都區市內制度，本站屬於「東京都區內」。

## 車站構造
島式月台1面2線的高架車站。

### 月台配置
| 月台 | 路線                   | 方向 | 目的地                                      | 備註                                    |
| ---- | ---------------------- | ---- | ------------------------------------------- | --------------------------------------- |
| 1    | 常磐線（快速）         | 上行 | 日暮里、上野、東京、品川方向 （上野東京線） | 經東京站直通至 東海道線（至品川站為止） |
| 2    | 常磐線（快速）、成田線 | 下行 | 北千住、松戶、取手、成田、土浦、水戶方向    |                                         |

（來源：JR東日本:車站構內圖（页面存档备份，存于））

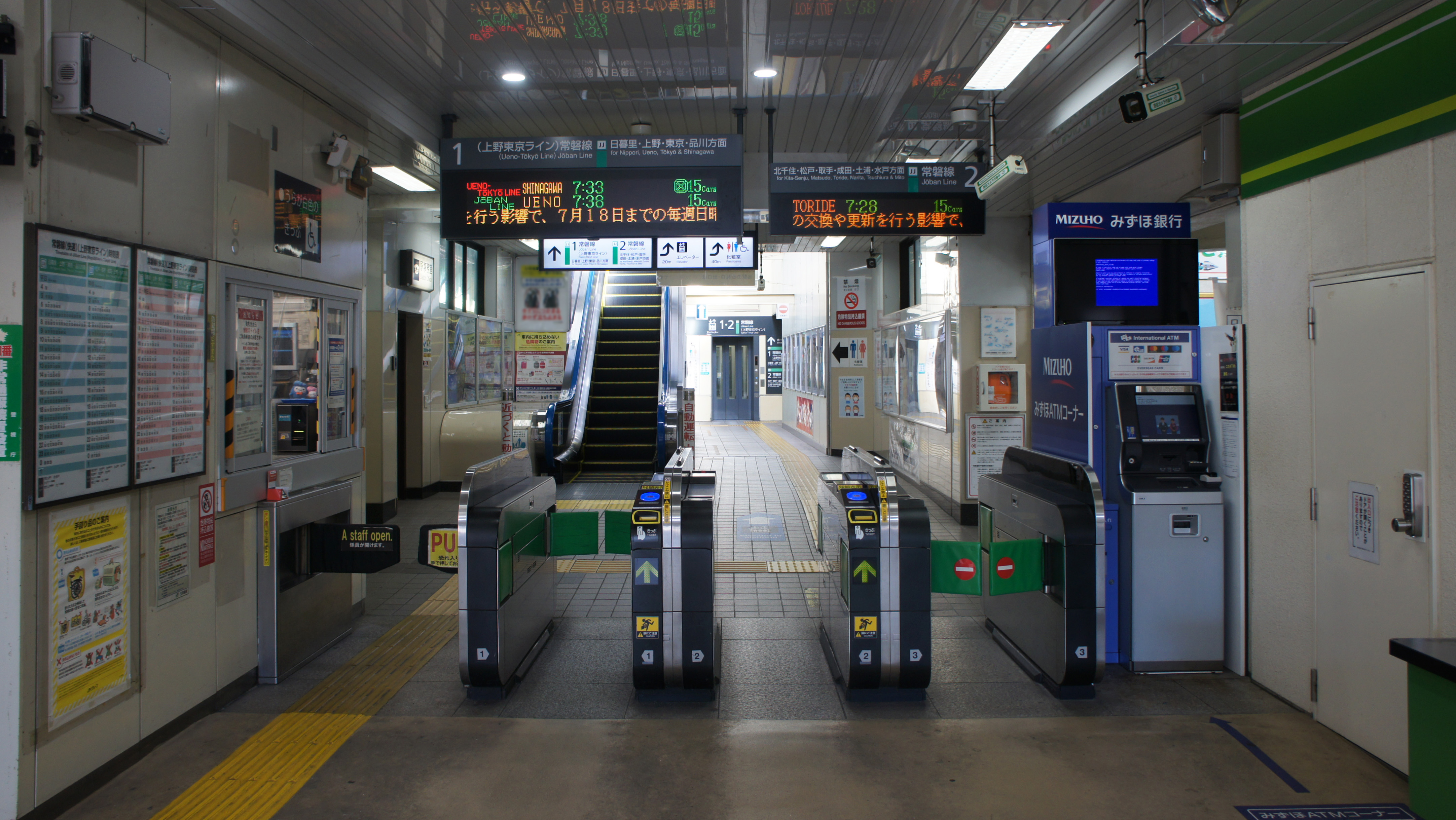
閘口（2021年5月）
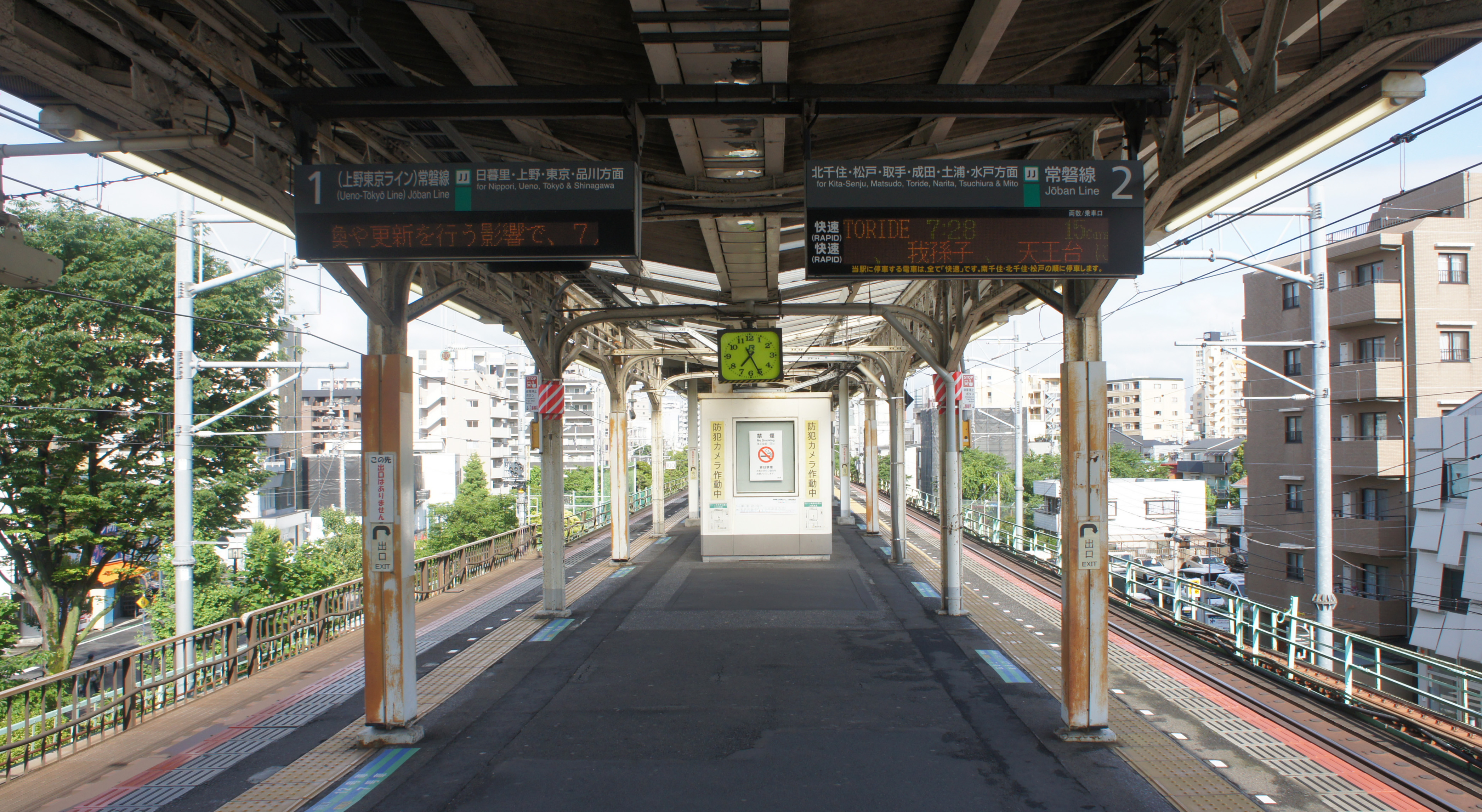
月台（2021年5月）

## 使用情況
2019年（令和元年）度1日平均上車人次為11,461人。
近年的推移如下表。
| 年度               | 1日平均 上車人次 | 來源     |
| ------------------ | ---------------- | -------- |
| 1990年（平成02年） | 8,726            | [ * 1 ]  |
| 1991年（平成03年） | 8,697            | [ * 2 ]  |
| 1992年（平成04年） | 9,082            | [ * 3 ]  |
| 1993年（平成05年） | 9,101            | [ * 4 ]  |
| 1994年（平成06年） | 8,959            | [ * 5 ]  |
| 1995年（平成07年） | 8,842            | [ * 6 ]  |
| 1996年（平成08年） | 8,808            | [ * 7 ]  |
| 1997年（平成09年） | 8,652            | [ * 8 ]  |
| 1998年（平成10年） | 8,578            | [ * 9 ]  |
| 1999年（平成11年） | 8,702            | [ * 10 ] |
| 2000年（平成12年） | 9,060            | [ * 11 ] |
| 2001年（平成13年） | 9,280            | [ * 12 ] |
| 2002年（平成14年） | 9,688            | [ * 13 ] |
| 2003年（平成15年） | 9,733            | [ * 14 ] |
| 2004年（平成16年） | 9,794            | [ * 15 ] |
| 2005年（平成17年） | 9,743            | [ * 16 ] |
| 2006年（平成18年） | 9,900            | [ * 17 ] |
| 2007年（平成19年） | 10,100           | [ * 18 ] |
| 2008年（平成20年） | 10,148           | [ * 19 ] |
| 2009年（平成21年） | 10,130           | [ * 20 ] |
| 2010年（平成22年） | 10,063           | [ * 21 ] |
| 2011年（平成23年） | 9,763            | [ * 22 ] |
| 2012年（平成24年） | 9,867            | [ * 23 ] |
| 2013年（平成25年） | 10,242           | [ * 24 ] |
| 2014年（平成26年） | 10,373           | [ * 25 ] |
| 2015年（平成27年） | 10,882           | [ * 26 ] |
| 2016年（平成28年） | 11,093           | [ * 27 ] |
| 2017年（平成29年） | 11,307           | [ * 28 ] |
| 2018年（平成30年） | 11,508           | [ * 29 ] |
| 2019年（令和元年） | 11,461           |          |

## 歷史
- 1905年4月1日，開業。
- 1962年5月3日，三河島事故發生。
- 1987年4月1日，國鐵變成民營JR7社，三河島站歸屬東日本旅客鐵道（JR東日本）。
- 1988年（昭和63年）3月13日 - 普通列車日中（9時-16時）停車。
- 2001年（平成13年）11月18日 - Suica開始使用。
- 2004年（平成16年）3月13日 - 特別快速之外的普通列車全部停車。

## 車站設施
- 有精算機。
- 有指定券買。
- 有保險箱（locker）

## 巴士路線
- 里22系統：龜戶站行、日暮里站行
- 南千47系統：南千住站東口行、日暮里站行
- 草41系統：足立梅田町行、淺草壽町行

## 三河島事故
1962年5月3日，在東京時間晚上9點36分，國鐵三河島站信號機發出紅色的停止信號。此刻，一列45輛編成的下行貨物列車 287（田端操車場發車，往水戶），突然不依照停止信號的限制進入側線，因而出軌，造成火車頭以及第2節車廂彈至下行本線。
隨後，下行客運列車 2117H（上野發車，往取手）正好自三河島站離站，撞向彈至下行本線的貨物列車，也發生出軌，部份車廂彈跳至上行本線，這次撞擊造成 25 人受傷。而操作信號機的人員因為忙著處理善後而忘了發出信號警示其他列車。
6分鐘後，上行客運列車 2000H（往上野）進站，撞向出軌的 2117H 以及正準備從前一次撞擊逃生的乘客。最終造成160人死亡和296人受傷。此事故為國鐵戰後五大事故之一。
經過這次事故，國鐵將「非不得已不停駛」的政策修正為「只要事故發生，不論規模大小，儘快停止列車」。自動列車停止裝置也在 1966年引入日本。

## 相鄰車站
東日本旅客鐵道
 常磐線（快速）
■特別快速
通過
■快速
日暮里（JJ 02）－三河島（JJ 03）－南千住（JJ 04）
常磐線貨物支線（田端貨物線）
三河島－田端（田端信號場）
常磐線貨物支線（隅田川貨物線）
三河島－隅田川

### 使用情況
1. ↑  東京都統計年鑑 （页面存档备份，存于） - 東京都
2. ↑  数字で表す荒川区（区勢概要） （页面存档备份，存于） - 荒川区

JR東日本2000年度以後上車人次
1. ↑  各駅の乗車人員（2000年度） （页面存档备份，存于） - JR東日本
2. ↑  各駅の乗車人員（2001年度） （页面存档备份，存于） - JR東日本
3. ↑  各駅の乗車人員（2002年度） （页面存档备份，存于） - JR東日本
4. ↑  各駅の乗車人員（2003年度） （页面存档备份，存于） - JR東日本
5. ↑  各駅の乗車人員（2004年度） （页面存档备份，存于） - JR東日本
6. ↑  各駅の乗車人員（2005年度） （页面存档备份，存于） - JR東日本
7. ↑  各駅の乗車人員（2006年度） （页面存档备份，存于） - JR東日本
8. ↑  各駅の乗車人員（2007年度） （页面存档备份，存于） - JR東日本
9. ↑  各駅の乗車人員（2008年度） （页面存档备份，存于） - JR東日本
10. ↑  各駅の乗車人員（2009年度） （页面存档备份，存于） - JR東日本
11. ↑  各駅の乗車人員（2010年度） （页面存档备份，存于） - JR東日本
12. ↑  各駅の乗車人員（2011年度） （页面存档备份，存于） - JR東日本
13. ↑  各駅の乗車人員（2012年度） （页面存档备份，存于） - JR東日本
14. ↑  各駅の乗車人員（2013年度） （页面存档备份，存于） - JR東日本
15. ↑  各駅の乗車人員（2014年度） （页面存档备份，存于） - JR東日本
16. ↑  各駅の乗車人員（2015年度） （页面存档备份，存于） - JR東日本
17. ↑  各駅の乗車人員（2016年度） （页面存档备份，存于） - JR東日本
18. ↑  各駅の乗車人員（2017年度） （页面存档备份，存于） - JR東日本
19. ↑  各駅の乗車人員（2018年度） （页面存档备份，存于） - JR東日本
20. ↑  各駅の乗車人員（2019年度） （页面存档备份，存于） - JR東日本

東京都統計年鑑
1. ↑  .   [2020-07-27]. （原始内容存档于2016-03-05）.
2. ↑  .   [2020-07-27]. （原始内容存档于2016-03-05）.
3. ↑  .   [2017-12-17]. （原始内容存档于2013-08-15）.
4. ↑  .   [2017-12-17]. （原始内容存档于2013-02-03）.
5. ↑  .   [2017-12-17]. （原始内容存档于2013-02-03）.
6. ↑  .   [2017-12-17]. （原始内容存档于2013-02-03）.
7. ↑  .   [2017-12-17]. （原始内容存档于2013-02-03）.
8. ↑  .   [2017-12-17]. （原始内容存档于2016-03-04）.
9. ↑  東京都統計年鑑（平成10年）PDF
10. ↑  東京都統計年鑑（平成11年）PDF
11. ↑  .   [2017-12-17]. （原始内容存档于2016-03-04）.
12. ↑  .   [2017-12-17]. （原始内容存档于2016-03-04）.
13. ↑  東京都統計年鑑（平成14年）[永久][]
14. ↑  東京都統計年鑑（平成15年）[永久][]
15. ↑  東京都統計年鑑（平成16年）[永久][]
16. ↑  東京都統計年鑑（平成17年）[永久][]
17. ↑  東京都統計年鑑（平成18年）[永久][]
18. ↑  東京都統計年鑑（平成19年）[永久][]
19. ↑  東京都統計年鑑（平成20年）[永久][]
20. ↑  .   [2017-12-17]. （原始内容存档于2016-03-26）.
21. ↑  .   [2017-12-17]. （原始内容存档于2016-03-27）.
22. ↑  .   [2017-12-17]. （原始内容存档于2016-03-25）.
23. ↑  .   [2017-12-17]. （原始内容存档于2016-03-27）.
24. ↑  .   [2017-12-17]. （原始内容存档于2016-03-22）.
25. ↑  .   [2017-12-17]. （原始内容存档于2017-07-30）.
26. ↑  .   [2017-12-17]. （原始内容存档于2018-11-09）.
27. ↑  .   [2020-07-27]. （原始内容存档于2019-05-02）.
28. ↑  .   [2020-07-27]. （原始内容存档于2019-12-03）.
29. ↑  .   [2020-07-27]. （原始内容存档于2020-08-04）.

## 外部連結
- 車站資訊（三河島）：東日本旅客鐵道